# 雲林縣立麥寮高級中學
雲林縣立麥寮高級中學，簡稱麥寮高中，是一所位於雲林縣麥寮鄉男女合校的完全中學。

## 學校沿革
- 1963年8月12日，成立雲林縣立西螺中學麥寮分部[1]。
- 1967年11月20日，獨立設校為雲林縣立麥寮初級中學。
- 1968年8月1日，實施九年國民義務教育，改名為雲林縣立麥寮國民中學。
- 1999年8月1日，增設高中部，改制為雲林縣立麥寮中學。
- 2000年11月17日，改名為雲林縣立麥寮高級中學。
- 2009年4月13日增設「體育班」[2]。
- 2011年8月1日增設「藝術實驗班」（已廢除）[3]。

## 歷任校長
| 任别 | 姓名   | 任職日期       | 離職日期      | 備註                                                         |
| ---- | ------ | -------------- | ------------- | ------------------------------------------------------------ |
| 1    | 沈裕庶 | 1967年11月20日 | 1968年9月11日 | 原雲林縣立西螺中學麥寮分部主任升任，調職雲林縣立莿桐國民中學 |
| 2    | 陳有輝 | 1968年9月12日  | 1974年4月1日  | 屆齡退休                                                     |
| 3    | 楊流棕 | 1974年4月2日   | 1983年3月1日  | 調職雲林縣立斗南國民中學                                     |
| 4    | 徐明昇 | 1983年3月2日   | 1986年8月1日  | 調職雲林縣立崙背國民中學                                     |
| 代理 | 丁志容 | 1986年8月2日   | 1987年2月20日 | 原教務主任                                                   |
| 5    | 謝霏霏 | 1987年2月21日  | 1994年8月30日 | 原臺東縣立初鹿國民中學校長轉任，調職雲林縣立斗六國民中學     |
| 6    | 張清良 | 1994年8月31日  | 2000年1月3日  | 升職雲林縣教育局長                                           |
| 代理 | 陳樹欉 | 2000年1月4日   | 2000年8月3日  | 原教務主任                                                   |
| 7    | 張增治 | 2000年8月4日   | 2008年8月1日  | 原雲林縣立二崙國民中學校長轉任，屆齡退休                     |
| 8    | 陳樹欉 | 2008年8月2日   | 2014年1月31日 | 原雲林縣立二崙國民中學校長轉任，屆齡退休                     |
| 代理 | 鄭進財 | 2014年2月1日   | 2014年7月31日 | 原輔導主任                                                   |
| 9    | 林正雄 | 2014年8月1日   | 2022年7月31日 | 原雲林縣立東仁國民中學校長轉任，屆齡退休                     |
| 10   | 吳政憲 | 2022年8月1日   | 現任          | 原雲林縣立林內國民中學校長轉任                               |

## 運動校隊

### 排球
2021年國中部男子排球隊獲隊史首座「國中排球聯賽」冠軍；高中部則獲「高中排球聯賽」季軍，均締造隊史最佳紀錄。

### 棒球
2009年時成立青棒隊，2021年黑豹旗首度打入四強。

### 籃球
2019年8月成立高中組女籃隊，2020年獲HBL乙組第四名。

### 田徑
2021年全國中等學校運動會，高中女子組的楊睿萱、林美秀、黎家均包辦400公尺跨欄的金、銀、銅三面獎牌，其三人和隊友王芊琇在400公尺接力亦獲金牌。而楊睿萱於400公尺決賽以54秒33打破高懸29年的全中運紀錄摘金。

## 校友
- 江國豪：高中部校友，現為中華職棒的富邦悍將隊投手。

## 外部連結
- 雲林縣立麥寮高級中學網站 （页面存档备份，存于）（繁體中文）